# Aleu (Ariège)

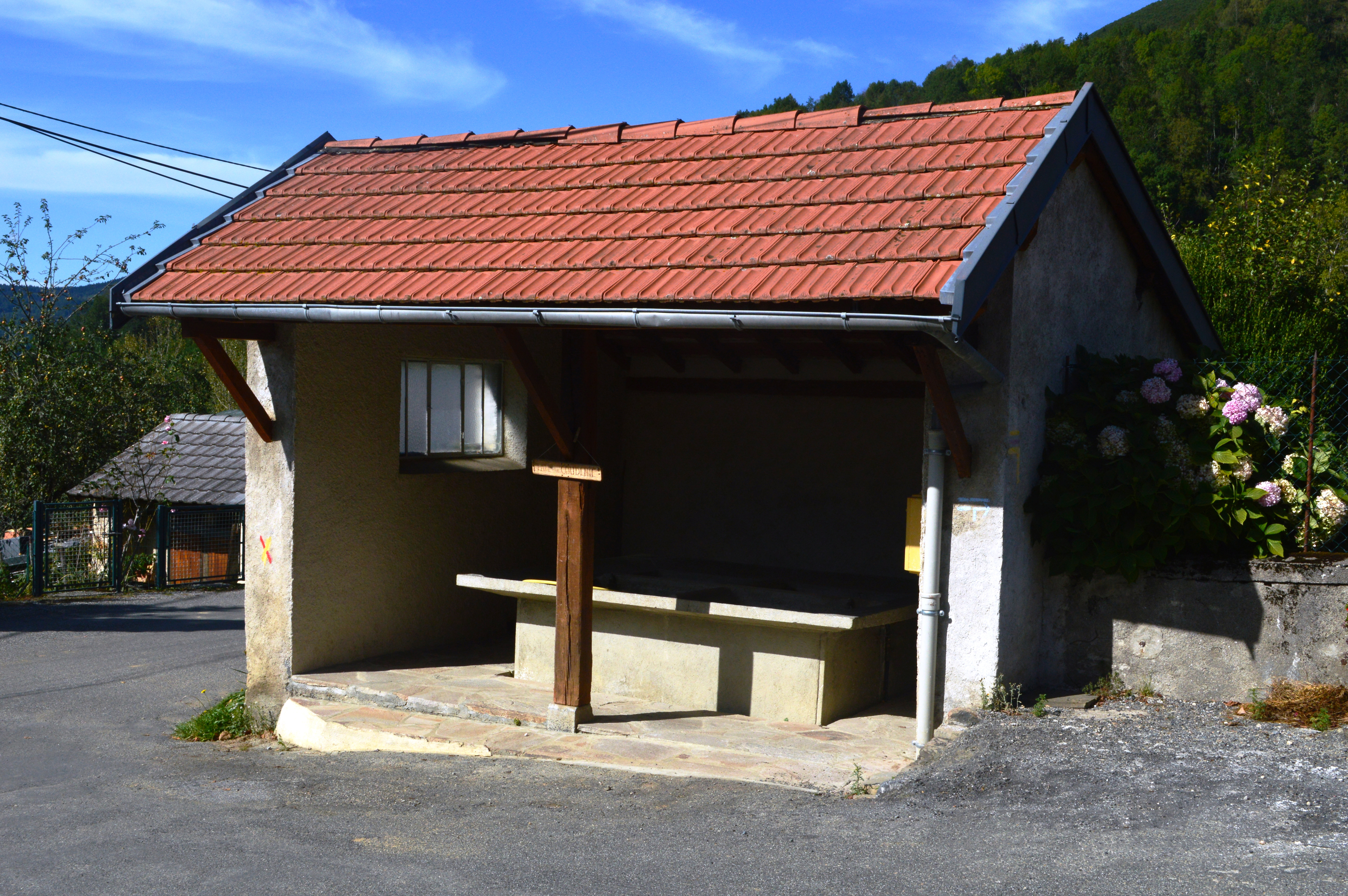
Een washuisje in Aleu

Aleu is een gemeente in het Franse departement Ariège (regio Occitanie) en telt 122 inwoners (1999). De oppervlakte bedraagt 13,4 km², de bevolkingsdichtheid is 9,1 inwoners per km².

## Demografie
Onderstaande figuur toont het verloop van het inwoneraantal van Aleu vanaf 1962.

Vanwege een beveiligingsprobleem met de MediaWiki Graph-software is het momenteel niet mogelijk deze grafiek weer te geven. Zodra de software is bijgewerkt zal de grafiek vanzelf weer zichtbaar worden.
Bron: Frans bureau voor statistiek. Cijfers inwoneraantal volgens de definitie population sans doubles comptes (zie de gehanteerde definities)
1. ↑  Populations de référence 2022.